# Juan José Lorente
Juan José Lorente Millán (Villarroya de la Sierra, 1880 – Madrid, 13 de marzo de 1931) fue un periodista, escritor y libretista de zarzuela aragonés.

## Biografía
De humilde familia campesina, hizo estudios de magisterio y ejerció algún tiempo de maestro.
En 1905, se presentó a las elecciones generales por la Unión Republicana por el distrito de Daroca.

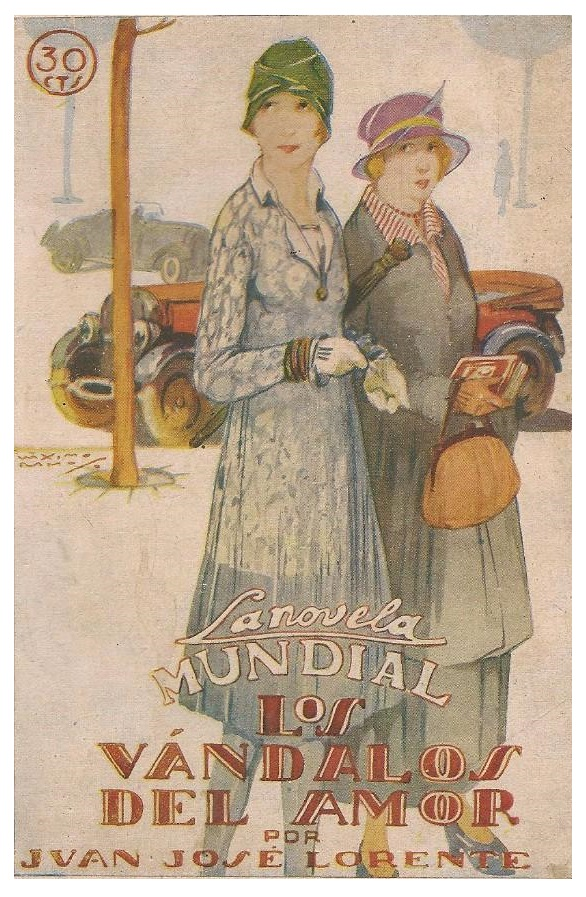
Portada de Los vándalos del amor, con dibujo de Máximo Ramos.

### Periodista
Como periodista, colaboró con versos, críticas y artículos en el Diario de Zaragoza y El Progreso y fue director del Diario de avisos. Posteriormente pasó al Heraldo de Aragón, del que fue jefe de redacción, además de crítico, y comentarista taurino bajo el pseudónimo de Pepe Moros. Creó la revista Juventud y, en sus últimos años, colaboró con La Voz de Aragón.

### Escritor
Como escritor, redactó crónicas breves en el Heraldo de Aragón, como las Ráfagas, de gran éxito en su época. 
También escribió novelas: Los fueros de la carne, El llanto de los hombres, Los vándalos del amor, El Ultraje, Como el agua de la sierra.
Obras de teatro, fundamentalmente comedias: Aires del Moncayo, Uno de tantos o Huelga de señoras –en colaboración con Tomás Aznar–, La tierra de Pilatos, Mister Voiture, La pena de los viejos, El dulce veneno, El solar.  Tuvo éxito en Madrid su comedia teatral El madrigal de la cumbre.
Y libretos de zarzuela: Los de Aragón y La Dolorosa, ambas de gran éxito, y otras como En un pueblecito blanco.